# Silas Deane
Silas Deane, född den 24 december 1737 i Groton, Connecticut, död den 23 september 1789 utanför Englands kust, var en amerikansk diplomat.
Deane representerade 1774–1776 på den kontinentala kongressen Connecticut och sändes 1776 som de stridande koloniernas hemlige agent till Frankrike, där han, jämte Benjamin Franklin och Arthur Lee, den 6 februari 1778 undertecknade fördraget i Paris mellan dem och Frankrike. Genom honom var det också, som La Fayettes hjälp vanns åt den nya republiken, liksom han även slöt kontrakt med andra franska officerare om anställning i amerikansk tjänst. I hemlandet ansågs han därvid ha förfarit slösaktigt eller rent av oredligt, och han blev därför återkallad samt 1778 ålagd att redogöra för sina ekonomiska transaktioner under sin mission till Frankrike. År 1780 återvände han till Frankrike för att anskaffa officiella bevis för sin redbarhet i nämnda transaktioner, men stötte sig med franska kabinettet och blev till följd därav ur stånd att utbekomma de verifikationer han behövde för att rättfärdiga sig samt nödgades lämna landet. Han begav sig då först till Holland och sedan till England. När han dog hade han för avsikt att återvända till Förenta staterna för att rentvå sitt namn. Franklin intygade, att beskyllningarna mot Deane för oredlighet var ogrundade. År 1842 lät kongressen hans minne vederfaras rättvisa och till hans arvingar utbetala en stor summa pengar.